# Katrina Krumpane

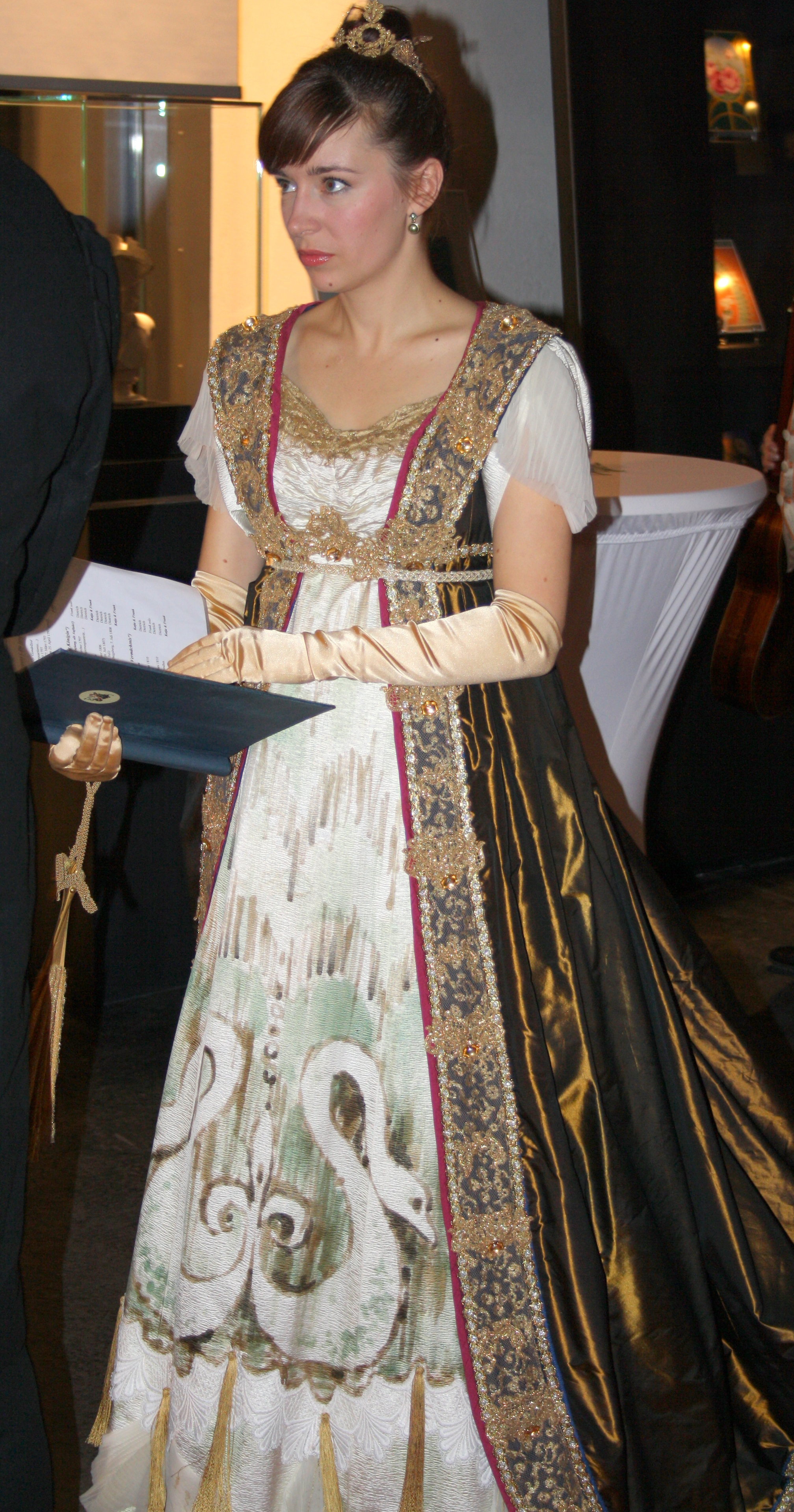
Katrina Krumpane als Königin Luise

Katrina Krumpane (lettisch Katrīna Krumpāne; * 1. April 1980 in Krāslava, Lettgallen) ist eine lettische Sängerin (Sopranistin) und Musikerin.

## Ausbildung
Katrīna Krumpāne studierte am Konservatorium von Dünaburg (Daugavpils Mūzikas koledža) Sologesang, Klavier und Querflöte. 2010 machte sie ihr Diplom mit Auszeichnung im Fach Gesang/Musiktheater an der Universität der Künste Berlin (UdK) bei Kammersänger Professor Siegfried Lorenz. Im Jahr 2013 wurde ihr der Master of Arts verliehen.
Seit 2015 arbeitet Katrīna Krumpāne an der Sungshin Women’s University in Seoul, Südkorea als Gastprofessorin.

## Auftritte
Nachdem sie 2004 an der Komischen Oper Berlin in The Four Note Opera von Tom Johnson ihr Debüt gab, folgten zahlreiche Konzerte in Berlin, Riga und Daugavpils und Auftritte in Opern- und Theaterproduktionen – unter anderen Abstrakte Oper Nr. 1 von Boris Blacher an der UdK, Ich bin Rita von Detlef Glanert, 2005 im Berliner Theater Hebbel am Ufer, Amadeus von Peter Shaffer, 2005–2006 am Potsdamer Hans Otto Theater (als Cavalieri), Die Fledermaus von Johann Strauss, 2006–2008 (als Adele), Freischütz von Carl Maria von Weber mit dem Team von „Oper Dynamo West“ am Schillertheater Berlin (als Ännchen).
2011 debütierte Katrīna Krumpāne an der Staatsoper Unter den Linden Berlin in Aschenputtel von Ermanno Wolf-Ferrari als Hartwige.
2012 sang sie in der Dresdner Lukaskirche erstmals Ein deutsches Requiem von Johannes Brahms.